# Documenti Google
Documenti Google, Fogli Google, Presentazioni Google e Moduli Google (in inglese rispettivamente Google Docs, Google Sheets, Google Slides e Google Forms) sono rispettivamente dei programmi gratuiti e basati su Web di elaborazione testi, fogli elettronici, presentazioni e sondaggio, tutto parte di una suite per ufficio offerta da Google come parte del servizio Google Drive. La suite consente agli utenti di creare e modificare documenti online e di collaborare con altri utenti in tempo reale.
Le tre applicazioni sono disponibili come applicazioni Web, come applicazioni di Chrome che funzionano offline e come applicazioni per dispositivi portatili Android e iOS. Le applicazioni sono compatibili con i formati dei file di Microsoft Office. La suite è inoltre composta da Moduli, Disegni e Tabelle (beta) di Google. Nonostante Moduli e Tabelle siano disponibili solo come applicazioni Web, Disegni è anche disponibile come applicazione di Chrome.
La suite è fortemente integrata con Google Drive. Tutti i file creati con le applicazioni sono salvati per impostazione predefinita su Google Drive.

## Storia
Google Documenti è nato da due prodotti separati, Writely e Google Spreadsheets.
Writely era un word processor basato su Web creato dalla società di software Upstartle lanciato nell'agosto 2005. Era iniziato con un esperimento dei programmatori Sam Schillace, Steve Newman e Claudia Carpenter, per provare la nuova tecnologia Ajax e la nuova funzione di "contenuto modificabile" dei browser. Le funzionalità originali di Writely includevano una suite di modifica testi di collaborazione e controlli di accesso. I menu, le scorciatoie da tastiera e le caselle di dialogo sono simili a quanto gli utenti possono aspettarsi da uno strumento di elaborazione testi come Microsoft Word o LibreOffice Writer.
Google Spreadsheets, inizialmente lanciato come test limitato su Google Labs il 6 giugno 2006, è nato dal prodotto XL2Web di 2Web Technologies, azienda acquisita da Google nel giugno 2005.
Il 9 marzo 2006 Google ha annunciato di aver acquisito Upstartle. Al momento dell'acquisizione, Upstartle aveva quattro dipendenti. Writely ha chiuso la possibilità di registrarsi al servizio fino al trasferimento completo sui server di Google. Nell'agosto 2006, Writely ha inviato inviti per degli account a chiunque aveva richiesto di essere messo in lista d'attesa, rendendoli poi disponibili al pubblico il 23 agosto. Writely ha continuato a mantenere il proprio sistema di utenti fino al 19 settembre 2006, quando è stato integrato negli account di Google.
Writely originariamente sfruttava la tecnologia Microsoft ASP.NET che utilizza Microsoft Windows. Da luglio 2006 i server di Writely eseguono un sistema operativo basato su Linux.
Nel frattempo, Google sviluppava Spreadsheets utilizzando la tecnologia acquisita da 2Web Technologies nel 2005 e lanciava Google Labs Spreadsheets il 6 giugno 2006, come il primo componente pubblico di ciò che in seguito sarebbe diventato Google Documenti. Inizialmente era stato reso disponibile solo a un numero limitato di utenti in base alla priorità di richiesta. In seguito il test limitato è stato sostituito con la versione beta disponibile a tutti i detentori di account di Google, all'incirca in contemporanea con il comunicato stampa.
Dal 24 aprile 2012 Google Documenti non è più un prodotto a sé stante ma è stato assorbito in Google Drive.

## Funzionalità
Google Documenti è la suite per ufficio "software come servizio" di Google. Con Google Documenti è possibile creare documenti, fogli elettronici e presentazioni, per importarli tramite l'interfaccia Web o inviarli tramite email. È possibile salvare i documenti su un computer locale dell'utente in vari formati (ODF, HTML, PDF, RTF, Testo, Office Open XML). I documenti sono salvati automaticamente sui server di Google e viene conservata automaticamente una cronologia di revisione per poter visualizzare le modifiche apportate (nonostante la funzionalità sia valida solo per le revisioni adiacenti e non consenta di trovare e isolare delle modifiche in documenti estesi). È possibile archiviare e assegnare tag ai documenti per motivi di organizzazione. Il servizio è supportato ufficialmente sulle recenti versioni dei browser Mozilla Firefox, Internet Explorer, Safari e Google Chrome eseguiti sui sistemi operativi Microsoft Windows, Apple OS X e Linux.
Google Documenti funge da strumento di collaborazione per la modifica di documenti in tempo reale. I documenti possono essere condivisi, aperti e modificati da più utenti concorrenti e gli utenti possono vedere le modifiche carattere per carattere mentre gli altri collaboratori le stanno apportando. Gli utenti non possono ricevere notifiche sulle modifiche, ma l'applicazione può notificare agli utenti quando vengono creati un commento o una discussione o quando si riceve una risposta, al fine di facilitare la collaborazione. Non è possibile evidenziare le modifiche apportate da un editore specifico in tempo reale durante una sessione di scrittura e nemmeno raggiungere direttamente le modifiche apportate. Tuttavia, la posizione attuale di un editore è rappresentata con un colore/cursore che contraddistingue gli editori, così se un altro editore visualizza quella specifica parte di documento può vedere le modifiche in tempo reale. Una funzionalità di chat sulla barra laterale consente agli editori di discutere sulle modifiche. Inoltre, la cronologia di revisione inclusa nel servizio consente agli utenti di vedere le aggiunte apportate al documento, dove ciascun autore è distinto da un colore, nonostante per trovare le modifiche sia necessario ricercarle manualmente nell'intero documento. La funzionalità di cronologia di revisione visualizza solo una modifica alla volta, ad esempio è possibile paragonare solo le revisioni adiacenti e gli utenti non possono controllare la frequenza di salvataggio delle revisioni. Nel giugno 2014 è stata introdotta una nuova funzionalità di collaborazione che consente a qualsiasi utente che dispone di accesso con diritti da commentatore di suggerire delle modifiche. Tuttavia, la funzionalità è attualmente disponibile solo per i documenti.
L'applicazione supporta il riconoscimento vocale, l'apertura e l'esportazione di due formati di documenti ISO standard: OpenDocument e Office Open XML. Inoltre include il supporto per visualizzare formati proprietari come .doc e .xls.
Google Documenti è uno dei molti servizi di cloud computing per la condivisione di documenti. La maggior parte dei servizi di condivisione documenti prevede delle tariffe per utente. (Google Documenti è gratuito per gli utenti, ma richiede una tariffa per le aziende a partire da 5 dollari al mese.)  La sua diffusione tra le aziende è in crescita grazie alle funzionalità migliorate di condivisione e accessibilità. Inoltre, Google Documenti ha vissuto un veloce aumento di popolarità tra gli studenti e le istituzioni nel settore dell'educazione.
Nel settembre 2009, è stato aggiunto un editor di equazioni che supporta il formato LaTeX, tuttavia, a Google documenti manca una funzionalità di numerazione delle equazioni.
È disponibile un semplice strumento di ricerca e sostituzione. Nella versione originale non era possibile effettuare la ricerca inversa, ma una versione più recente consentiva la ricerca inversa e la sostituzione inversa.
Google Documenti include uno strumento di appunti Web che consente agli utenti di copiare e incollare del contenuto tra: Documenti, Fogli, Presentazioni e Disegni. È possibile inoltre utilizzare gli appunti Web per copiare e incollare contenuto tra diversi computer. Gli elementi copiati sono memorizzati sui server di Google per un massimo di 30 giorni. Nella maggior parte delle operazioni "copia e incolla", Google documenti supporta anche le scorciatoie da tastiera.
Google offre un'estensione per Google Chrome per la modifica di contenuto di Office per Documenti, Fogli e Presentazioni, che consente agli utenti di visualizzare e modificare documenti di Microsoft Office su Google Chrome, tramite le applicazioni Documenti, Fogli e Presentazioni. È possibile utilizzare l'estensione per l'apertura di file di Office memorizzati sul computer che utilizza Chrome, oltre che per aprire file di Office provenienti dal Web (in forma di allegati email, risultati di ricerca sul Web, ecc.) senza doverli scaricare. L'estensione è installata per impostazione predefinita su Chrome OS.
Google Cloud Connect era un plug-in per Windows Microsoft Office 2003, 2007 e 2010 che consentiva automaticamente di memorizzare e sincronizzare qualsiasi documento di Microsoft Word, presentazione di PowerPoint o foglio elettronico di Excel su Google Documenti in formato Google Documenti o Microsoft Office. La copia online viene aggiornata automaticamente a ogni salvataggio del documento di Microsoft Office. I documenti di Microsoft Office possono essere modificati offline e sincronizzati in un secondo momento quando ci si connette. Google Cloud Sync mantiene le versioni precedenti dei documenti di Microsoft Office e consente a più utenti di collaborare sullo stesso documento contemporaneamente. Tuttavia, Google Cloud Connect è stato cessato il 30 aprile 2013, siccome Google Drive offre tutte le funzionalità descritte, con migliori risultati.
Google Spreadsheets e Google Sites inoltre offrono Google Apps Script per scrivere codice all'interno di documenti similmente a Visual Basic for Applications in Microsoft Office. È possibile attivare gli script con azione dell'utente o tramite attivazione in risposta a un evento.
Moduli e Disegni sono stati aggiunti alla suite di Google Documenti. Moduli è uno strumento che consente di raccogliere informazioni dagli utenti tramite sondaggi o quiz personalizzati. Le informazioni sono raccolte e connesse automaticamente a un foglio elettronico con lo stesso nome. Il foglio elettronico viene popolato con le risposte del sondaggio e del quiz.
Disegni consente agli utenti di collaborare nella creazione, condivisione e modifica di immagini o disegni. È possibile utilizzare Disegni per la creazione di: grafici, diagrammi, disegni, diagrammi di flusso, ecc. Contiene un sottoinsieme di funzionalità di Presentazioni, ma con modelli differenti. Le funzionalità includono il tracciamento preciso di disegni con linee per: allineamento, griglia magnetica, distribuzione automatica e inserimento di disegni in altri documenti, fogli elettronici o presentazioni di Google.
Il 15 maggio 2012 è stato introdotto uno strumento di ricerca in Google Documenti. Tale strumento consente agli utenti di accedere facilmente a Google Search tramite una barra laterale durante la modifica di un documento.
L'11 marzo 2014 Google ha presentato delle funzionalità aggiuntive per Google Documenti e Fogli che consentono agli utenti di utilizzare applicazioni di terze parti installate dai negozi di funzionalità aggiuntive, per poter essere utilizzate all'interno dei servizi principali. Il negozio di funzionalità aggiuntive è stato inoltre reso disponibile a Moduli l'ottobre 2014.
Per Google Documenti è stato introdotto il modulo Fusion Tables, che permette insieme ad altre funzioni, di georeferenziare dati strutturati in tabelle in modo automatico.

### Limiti dei file
A partire dal 13 gennaio 2010 i singoli documenti non possono superare le dimensioni di 1 GB e le immagini incorporate non devono superare le dimensioni di 2 MB ciascuna. I file caricati, ma non convertiti al formato di Google Documenti, possono raggiungere la dimensione massima di 10 GB.
Sono inoltre presenti dei limiti, in base al tipo di file, come da seguente elenco:
Documenti1.024.000 caratteri, a prescindere dal numero di pagine o dalla dimensione del font. I file di documento caricati convertiti nel formato di Google Documenti non possono superare i 10 MB di dimensione.
Fogli elettroniciTutti i limiti sui fogli elettronici sono stati rimossi nella più recente versione di Fogli. Nella versione precedente, si poteva usufruire di un massimo di 256 colonne per foglio e 200 fogli per cartella di lavoro, con un massimo di 400.000 celle totali. I file di fogli elettronici caricati convertiti nel formato di Fogli non possono superare i 20 MB di dimensione e non devono superare le 400.000 celle e 256 colonne per foglio.
PresentazioniLe presentazioni create in Presentazioni non possono superare i 50 MB di dimensione, corrispondenti all'incirca a 200 diapositive. Le presentazioni caricate convertite nel formato di Presentazioni non possono superare i 50 MB di dimensione.

### Formati dei file supportati
È possibile visualizzare e convertire nei formati di Documenti, Fogli o Presentazioni i seguenti formati di file:
- Documenti: .doc (se più recente di Microsoft Office 95), .docx, .docm .dot, .dotx, .dotm, .html, testo semplice (.txt), .rtf, .odt
- Fogli elettronici: .xls (se più recente di Microsoft Office 95), .xlsx, .xlsm, .xlt, .xltx, .xltm .ods, .csv, .tsv, .txt, .tab
- Presentazioni: .ppt (se più recente di Microsoft Office 95), .pptx, .pptm, .pps, .ppsx, .ppsm, .pot, .potx, .potm
- Disegni: .wmf
- OCR: .jpg, .gif, .png, .pdf

Notare che la visualizzazione e la conversione non sono sempre complete o precise (le imprecisioni riguardano principalmente la formattazione e sono visibili). La conversione di un documento da formato Microsoft, Openoffice o ODF verso Google e la riconversione al formato originale provocherà la perdita di alcune informazioni e caratteristiche, oltre a presentare delle leggere modifiche della struttura. In particolare, Google non supporta le proprietà del file/documento (metadati), che sarebbero visualizzabili da Esplora risorse e all'interno delle relative applicazioni di Microsoft. Nella conversione di un documento dal formato di Google le proprietà del file/documento non saranno impostate.